# 1 E14 s
- 1014 s 미만
- 1014 초 = 317만 년

- 400만 년 -- 한 종의 추정 번성기.
- 400만 년 -- 마지막 빙하기가 시작되고 나서 흐른 시간.
- 500만 년 -- 마이오세가 끝나고 플리오세가 시작되고 나서 흐른 시간.
- 2000만 년 -- 풀과 같은 식물이 처음으로 등장하고 나서 흐른 시간.
- 2342만 년 -- 우라늄-236의 반감기.
- 2400만 년 -- 올리고세가 끝나고 마이오세가 시작되고 나서 흐른 시간.

- 1015 s 이상